# Génie du mal
Ne doit pas être confondu avec Seigneur des Ténèbres.

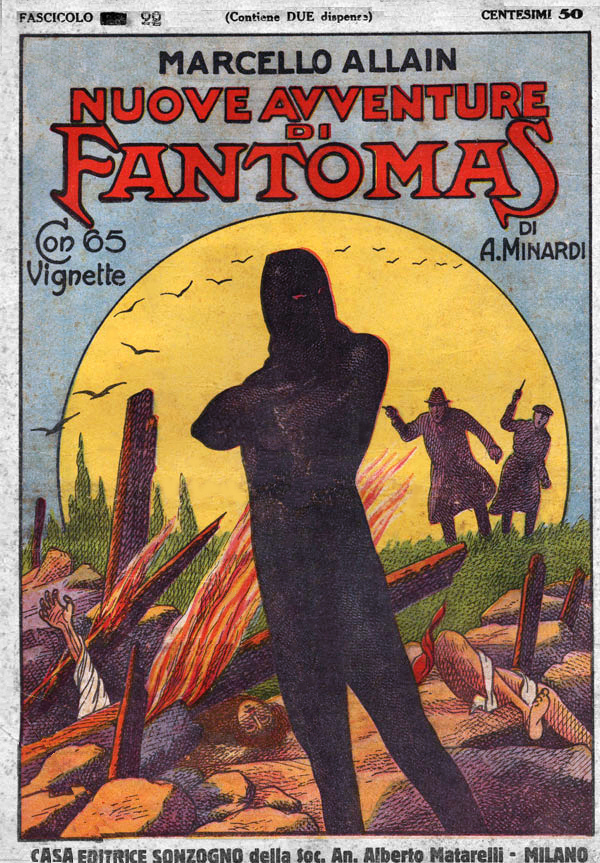
Le personnage de fiction Fantômas est présenté comme un « génie du mal »,.

Le génie du mal est un genre de personnage de fiction. Il désigne un antagoniste qui est doté d'une intelligence supérieure, dont il se sert pour élaborer et mettre à exécution des plans complexes et criminels afin de compromettre le héros ou dominer le monde.

## Définition
Selon le Centre national de ressources textuelles et lexicales le « génie du mal » (associé au génie de l'amour, des arts, de la gloire) est « un être allégorique personnifiant un principe, une maladie, un fléau quelconque, une idée abstraite ».

## Étude
Dans une étude scientifique intitulée « Génie du mal ? Comment la malhonnêteté peut mener à une plus grande créativité », publiée le 18 février 2014 dans la revue Psychological Science, les chercheurs Francesca Gino (université Harvard) et Scott Wiltermuth (université du Sud de la Californie), passionnés par « les comportements non éthiques », se sont demandé s'il existait un lien entre malhonnêteté et créativité, à l'image du banquier Bernard Madoff qui élabora un ingénieux système de Ponzi pour escroquer ses clients,.
Pour ce faire, les chercheurs ont élaboré cinq expériences différentes qu'ils ont testé sur près de 800 participants, les poussant à être malhonnêtes (comme mentir sur leurs performances lors d'un test afin d'obtenir une meilleure récompense) puis à tester leur créativité, tout en comparant les résultats avec un groupe témoin resté dans le « droit chemin ». À chaque fois, les personnes du groupe des « malhonnêtes » se sont montrées plus créatives que ceux du groupe des « honnêtes ». Pour les chercheurs, cette tendance s'expliquerait par le fait que, pour être inventif dans un domaine, il faut savoir « briser les codes » ou les règles, ce que favorise naturellement la malhonnêteté,.

## Personnage dans la religion

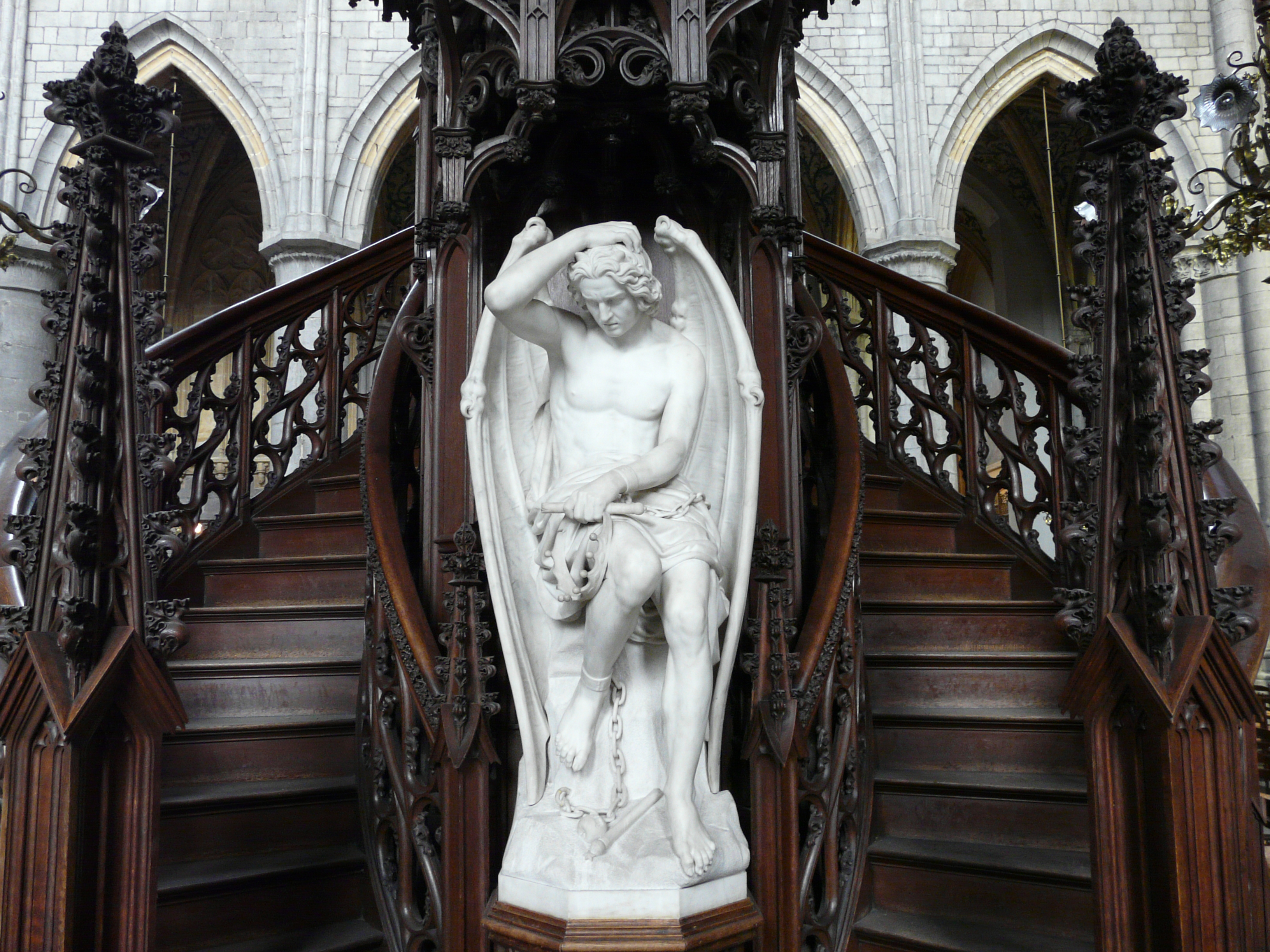
Le Génie du Mal, au dos de la chaire de la cathédrale de Liège

Lucifer, l'ange déchu, quelquefois assimilé à Satan, est considéré dans la religion chrétienne comme le génie du mal absolu. La sculpture dénommée « Le Génie du Mal » est une œuvre religieuse de l'artiste belge Guillaume Geefs. Cette sculpture est installée dans une niche à l'arrière de la chaire principale de la cathédrale.

## Personnages de fiction
Voici quelques exemples de personnage de fiction qualifiés de « génies du mal ».

### En littérature
- Fantômas, bandit masqué apparu dans la série de romans de Pierre Souvestre et Marcel Allain en 1911.
- Le professeur James Moriarty, éminent mathématicien d'Oxford et parrain de la pègre londonienne, créé par Arthur Conan Doyle. Sherlock Holmes le surnomme le « Napoléon du crime ».
- Ernst Stavro Blofeld, dirigeant de l'organisation criminelle fictive SPECTRE dans les romans et films de la saga James Bond, inventé par Ian Fleming.
- Monsieur Ming, alias l'Ombre Jaune à la tête d'une organisation tentaculaire, est l'ennemi juré de Bob Morane dans les romans d'Henri Vernes et apparu dans le roman La Couronne de Golconde en 1959.
- Le docteur Mabuse, hypnotiseur et génie du crime se dissimulant sous de multiples identités, créé par Norbert Jacques.
- Le docteur Fu Manchu créé par le Britannique Sax Rohmer. Ce docteur d'origine asiatique a beaucoup contribué à la diffusion de ce stéréotype littéraire, lié à la crainte en Occident du « péril jaune ».

### Dans la bande dessinée
- Roberto Rastapopoulos, ennemi récurrent des Aventures de Tintin. D'apparence honnête, il est à la tête de différentes organisations criminelles internationales : trafic de drogue, trafic d'armes, trafic d'esclaves... Il s’autoproclame d'ailleurs génie du mal dans Vol 714 pour Sydney.
- Zorglub, à mi-chemin entre le savant fou et le génie du mal, est un personnage de fiction créé par André Franquin et Greg, apparu pour la première fois dans l'album Z comme Zorglub de la série Spirou et Fantasio en 1959.
- Le colonel Olrik, pire ennemi de Blake et Mortimer, qui apparaît dans presque toutes leurs aventures. C'est un bandit se mettant au service de différentes puissances criminelles et, plus rarement, œuvrant pour son propre compte. Son créateur, Edgar P. Jacobs, s'inspira de son propre physique pour dessiner ses traits[6].
- Lex Luthor, l'antagoniste du super-héros Superman dans l'Univers DC de la maison d'édition DC Comics[4].
- Victor Von Fatalis (Victor Von Doom en VO), alias le Docteur Fatalis, un scientifique et supervilain appartenant à l'univers Marvel de la maison d'édition Marvel Comics.

### Au cinéma
- Le cinéaste français Louis Feuillade a créé le personnage de Fantômas au cinéma avec l'acteur René Navarre dans le rôle titre, incarnant avant la première guerre l'archétype du génie maléfique. Grâce à ce succès, Feuillade a fondé sa propre marque de films[7].
- Le film américain Compulsion réalisé par Richard Fleischer et sorti en 1959 s'inspirant de l'affaire Leopold et Loeb a été diffusé en France sous le titre Le Génie du mal.
- Le Professeur Ratigan, ennemi de Basil de Baker Street qui tente de s'emparer du pouvoir en Angleterre dans le film Disney Basil, détective privé (1986). une chanson dénommée « le grand génie du mal » composée par Henry Mancini est interprétée pour ce film[8].
- Jafar, le grand vizir d'Agrabah puis Génie d'une lampe apparu dans le film Disney Aladdin (1992) et sa suite Le Retour de Jafar (1994) et dans un film Aladdin de 2019, ou le personnage est interprété par Marwan Kenzari.
- Mélina la loutre, plus dangereuse antagoniste des As de la Jungle.

### À la radio
- Dans le feuilleton radiophonique Signé Furax dont la première saison dénommée Malheur aux barbus sera diffusé en 1951, le personnage d'Edmond Furax est présenté comme un génie du mal, selon les termes des auteurs Pierre Dac et Francis Blanche. Cette série sera ensuite adaptée en roman[9].